# تقهقر عمري في العلاج
التقهقر العمري في العلاج أو الانحدار العمري في العلاج (بالإنجليزية: Age regression in therapy)‏ هو زيادة قابلية الوصول إلى ذكريات وأفكار ومشاعر الطفولة كجزء من عملية العلاج النفسي. في العلاج بالتنويم المغناطيسي يصف مصطلح التقهقر العمري العملية التي يحرك فيها المريض تركيزه على ذكريات مرحلة مبكرة من الحياة من أجل استكشاف هذه الذكريات أو الاتصال مع بعض الجوانب التي يصعب الوصول إليها من شخصيته. في بعض الأحيان يتم استخدام تقدم للعمر في العلاج بالتنويم المغناطيسي أيضا، مما يُمكن المريض من النظر المستقبلي لنفسه، ومن ثم تخيل النتيجة المرجوة أو عواقب سلوكها المدمر الحالي.